# Amadou Abdramane
Amadou Abdramane (árabe: أمادو عبدالرحمٰن) es un coronel de la Fuerza Aérea de Níger que se ha desempeñado como portavoz del Consejo Nacional para la Protección de la Patria desde el golpe militar de 2023 en Níger.
El 26 de julio de 2023, anunció el derrocamiento del gobierno del presidente Mohamed Bazoum en un discurso televisado, anunciando medidas como la suspensión de la constitución de Níger, el cierre de fronteras, el levantamiento de todas las instituciones y un toque de queda en todo el país.